# Abus de droit en droit civil français
En droit français, l’abus de droit est une notion juridique, notamment associée au droit moral, qui permet de sanctionner tout usage d'un droit (ou de clauses abusives) qui dépasse les bornes de l'usage raisonnable de ce droit. 
D'origine jurisprudentielle, l'identification et l'interdiction de l'abus de droit imposent au juge (national ou communautaire) un effort d'analyse « de la proportionnalité des droits exercés vis-à-vis des objectifs pour lesquels ils ont été octroyés et vis-à-vis des droits des tiers ». L'interdiction de l'abus de droit permet d'assurer la cohérence du système juridique de l'Union européenne et de garantir un fonctionnement correct du marché intérieur.
La jurisprudence a dégagé plusieurs critères pour déterminer quand l'usage d'un droit peut être considéré comme abusif. 
Ces critères sont variés et non cumulatifs, aussi s'agit-il plus de lignes directrices qu'autre chose. 
Ainsi peut-on dire qu'abuse de son droit toute personne qui, entre plusieurs manières d'exercer son droit qui lui procurent le même bénéfice, choisit l'usage le plus dommageable pour les tiers.

## Histoire du concept
Dégagée au XIXe siècle par la jurisprudence, la théorie de l'abus de droit correspond finalement à deux grandes formes d'abus : 
- l'abus-social ; 
L'abus social est l'acte de détourner un droit vers une fin illégitime, contraire à l'objectif poursuivi par ce droit. 
Est ainsi sanctionnée comme abusive la grève qui n'a pas pour finalité la satisfaction de revendications professionnelles mais la modification d'une politique gouvernementale[1] (sauf si la satisfaction de revendications professionnelles implique justement la modification d'une politique gouvernementale, par exemple dans le cas d'une grève de fonctionnaires). En pratique les préavis de grève en France invoquent des intérêts professionnels.
- l'abus-intention-de-nuire ; il correspond à l'emploi d'un droit dans la seule intention de nuire à autrui. Une illustration typique a par exemple été la construction de hautes palissades sur son terrain avoisinant un espace de décollage de dirigeable, dans le but d'en gêner le fonctionnement et ainsi forcer son voisin à racheter le terrain.

Au fil de la jurisprudence, l'abus-intention-de-nuire a semblé prendre le pas sur l'abus-social, mais ce n'est qu'une apparence. En réalité, l'abus-social est un important outil d'évolution juridique entre les mains des tribunaux qui s'en servent pour faire évoluer des notions de droit en réinterprétant les objectifs des textes législatifs, selon les évolutions juridiques, sociales et sociétales qui les entourent.
Par exemple, c'est par le jeu de l'abus-social qu'on a pu dégager le principe alors contra legem de l'indemnisation de la rupture du contrat de travail à durée indéterminée à la fin du XIXe siècle.  Commençant par indemniser les travailleurs en qualifiant certains licenciements d'abusifs, c'est peu à peu que le droit a déterminé les critères qui finissaient par émerger de la jurisprudence.
L'abus de droit est donc à la fois un instrument limitant la portée des droits qui peuvent être consentis à une personne juridique, et un important outil d'évolution juridique entre les mains des juges.
En fiscalité, l'abus de droit, tel que défini à l'article L64 du livre des procédures fiscales, permet à l'administration fiscale de déclarer inopposables des montages qui, soit ont un caractère fictif, soit ont pour but exclusif d'éluder l'impôt et sont contraires à l'intention du législateur par leur application littérale de la loi.

## Textes
L'abus de droit peut être représenté par :
- l'action dilatoire ou abusive en justice, article 32-1 du Code de procédure civile ;
- l'intention dilatoire de former un appel incident, article 550 du Code de procédure civile,
- appel en principal, article 559 du Code de procédure civile ;
- à l'occasion de tout recours, article 581 ;
- ou encore en cassation, article 628.

## Exemples
Un ancien arrêt de la cour d'appel de Colmar (au sujet d'une affaire de fausse cheminée destinée à nuire à un voisin) constitue un exemple célèbre de la constatation d'un d'abus de droit (Colmar, 2 mai 1855, D.P., 1856, 2, 9).
- « Le droit de propriété doit avoir pour mesure la satisfaction d'un intérêt sérieux et légitime [...] »
- « [...] les principes de la morale et de l'équité s'opposent à ce que la justice sanctionne une action inspirée par la malveillance, accomplie sous l'empire d'une mauvaise passion, ne se justifiant par aucune utilité personnelle et portant un grave préjudice à autrui »

D'autres arrêts soulignent :
- Lyon, 18 avril 1856, D. 1856, 2, 200 : « l'envie de nuire ».
- Civ. 8 juin 1857, S. 1858, 1, 305 : « l'entreprise faite par haine et par malice sans intérêt pour celui qui se la permet ».
- Montpellier, 16 juillet 1866, S. 1867, 2, 115 : « la malice et l'intention usurpatrice ».
- Paris, 3 décembre 1871, D. 1873, 2, 185 : « les manœuvres vexatoires pratiquées avec cette intention manifeste ».